# Пионерский (Ермекеевский район)
Пионе́рский (баш. Пионерский) — село в Ермекеевском районе Республики Башкортостан Российской Федерации. Входит в состав Спартакского сельсовета.

## География

### Географическое положение
Расстояние до:
- районного центра (Ермекеево): 14 км,
- центра сельсовета (Спартак): 3 км,
- ближайшей ж/д станции (Приютово): 22 км.

## Население
| 2002 | 2009 | 2010 |
| ---- | ---- | ---- |
| 205  | ↗254 | ↘220 |

### Национальный состав
Согласно переписи 2002 года, преобладающая национальность — башкиры (34 %).